# پرچم دانمارک
پرچم ملی دانمارک (به دانمارکی: Dannebrog, تلفظ [ˈtænəˌpʁoˀ]) قرمز با یک صلیب شمالی سفید است، به این معنی که صلیب تا لبه‌های پرچم گسترش می‌یابد و قسمت عمودی صلیب به سمت بالابر منتقل می‌شود.
نشان می‌دهد که بنری با صلیب سفید روی قرمز از سده چهاردهم توسط پادشاهان دانمارک استفاده می‌شده است. یک افسانه منشأ با تأثیر قابل توجه بر تاریخ‌نگاری ملی دانمارک، معرفی پرچم را به نبرد لیندانیسه در سال ۱۲۱۹ مرتبط می‌کند. صلیب دراز شمالی که نشان‌دهنده مسیحیت است، نشان‌دهنده استفاده از آن به عنوان پرچم دریایی در سده هجدهم است. این پرچم در اوایل سده شانزدهم به عنوان یک پرچم ملی رایج شد. استفاده خصوصی از آن در سال ۱۸۳۴ غیرقانونی شد اما مجدداً توسط مقرراتی در سال ۱۸۵۴ مجاز شد. این پرچم رکورد جهانی گینس را به عنوان قدیمی‌ترین پرچم ملی که به‌طور مداوم استفاده می‌شود، از سال ۱۶۲۵ به خود اختصاص داده است.

## تاریخچه
بنابر افسانه‌های آنان، اولین پرچم دانمارک از آسمان بر زمین نازل شد.
در روز پانزده ژوئن ۱۲۱۹، شاه والدمار دوم دانمارک در نبرد ریوال با ارتش استونی در تنگنای بدی گرفتار شد. او به تازگی هولشتاین آلمان را تسخیر کرده بود و اکنون می‌خواست سرزمین غیر مسیحی استونی رانیز، به فرمانروایی خود دربیاورد. شکست ارتش دانمارک قطعی بود. اسقف‌های دانمارکی دور تپه‌ای گرد آمدند ودست به دعا برداشتند. در این هنگام، ابرها کنار رفتند و پارچه سرخ رنگ بزرگی از آسمان به زیر افتاد که صلیب سفیدی بر آن دیده می‌شد. این علامت به دانمارکی‌ها روحیه و انگیزهٔ تازه‌ای بخشید. آن‌ها بار دیگر به ارتش استونی هجوم بردند و آنان را وادار به فرار کردند و دانمارکی‌ها سرزمین استونی را تصرف کردند. پرچم دانمارک قدیمی‌ترین پرچم مورد استفاده، جهان است.

### آتش زدن
در سال ۲۰۰۵ چاپ کاریکاتورهای توهین آمیز به پیامبر اسلام در روزنامه یولاندز پستن، که در واقع سه عدد از این کاریکاتورها در دانمارک چاپ شده بودند، واکنش‌های تندی را در میان مسلمانان به دنبال داشت. تظاهرکنندگان در هندوستان و پاکستان پرچم دانمارک را به آتش کشیدند.

## نگارخانه